# Antonio Sánchez Pecino
Antonio Sánchez Pecino (5 de febrero de 1908 – 23 de junio de 1994) fue el padre de los famosos guitarristas flamencos Paco de Lucía, Ramón de Algeciras y el cantautor flamenco Pepe de Lucía. 
También fue un conocido guitarrista y compositor flamenco por derecho propio, produciendo y escribiendo la mayoría de las canciones que aparecieron en los primeros álbumes de Camarón de la Isla y Paco de Lucía.
Antonio Sánchez Pecino nació el 5 de febrero de 1908. Falleció en Madrid el 23 de junio de 1994 a los 86 años de edad.